# Best of Bee Gees, Volume 2
Best of Bee Gees Volume 2 es una compilación de hits de The Bee Gees lanzada en 1973 en formato de vinilo, relanzada en casete en 1978 y en CD en 1994. En Francia un vinilo con el mismo nombre fue lanzado en 1971, pero la lista de temas es distinta.

## Lista de canciones
1. "How Can You Mend A Broken Heart"
2. "I.O.I.O."
3. "Don't Want To Live Inside Myself"
4. "Melody Fair"
5. "My World"
6. "Let There Be Love"
7. "Saved By The Bell"
8. "Lonely Days"
9. "Morning Of My Life"
10. "Don't Forget To Remember"
11. "And The Sun Will Shine"
12. "Run To Me"
13. "Man For All Seasons"
14. "Alive"

## Lista de canciones (Compilación francesa del mismo nombre)
1. "Let there be love"
2. "IOIO"
3. "Don't forget to remember
4. "Saved by the bell"
5. "Lamplight"
6. "One million years"
7. "August October"
8. "Sweetheart"
9. "Railroad"
10. "I'll kiss your memory"
11. "Lonely days"
12. "Tomorrow tomorrow"